# DFMU
DFMU (acronimo di Don't Fuck Me Up) è un singolo della cantante britannica Ella Mai, pubblicato il 28 gennaio 2022 come secondo estratto dal secondo album in studio Heart on My Sleeve.

## Tracce
Testi e musiche di Ella Mai Howell, Dijon McFarlane e Charles Hinshaw.
1. DFMU – 3:17